# Jean-Louis Besson
Jean-Louis Besson, né le 17 septembre 1944 au Vigan, dans le Gard, est un footballeur français.

## Biographie
Jean-Louis Besson évolue au poste de défenseur à l'AS Béziers puis au "SOM" et enfin au "Montpellier Littoral Sport Club" (anciennes appellations du MHSC) de 1966 à 1977. 
Il est notamment le premier capitaine de l'équipe montpelliéraine lors de la création du club de football de la Paillade en 1974.
Jean-Louis Besson dispute au cours de sa carrière plus de 100 matchs dans le championnat de Division 2.
Il est par ailleurs le grand-père du footballeur Nicolas Cozza,.